# اردن تيمور
اردن تيمور محام ورجل اعمال تركي مواليد 16 نوفمبر 1981 مرسين تركيا .

## الحياة العملية

### النشأة والوظيفة
ولد في 16 نوفمبر 1981 في مدينة مرسين . تخرج من كلية طرسوس الأمريكية عام 2000. تخرج من كلية الحقوق بجامعة مرمرة عام 2005 وحصل على إجازة في القانون. ثم بدأ درجة الماجستير في الاقتصاد من كلية لندن للاقتصاد ، ولكن بسبب مرض والده ، ترك تعليمه غير مكتمل وعاد إلى تركيا في الشهر الثالث. بعد عودته ، دخل صناعة البناء لإكمال مشروع غير مكتمل على أرض مملوكة لشركة عائلته.
اسس اردن تيمور مؤسسة Nef في عام 2015 لتوفير 51٪ على الأقل من الأرباح القابلة للتوزيع للمجتمع.
بعد انتخاب دورسون أوزبك رئيسًا في الجمعية العامة للانتخابات غير العادية في غلطة سراي التي عقدت في 11 يونيو 2022 ، انضم اردن تيمور إلى غلطة سراي سبورتيف إيه. بدأ يشغل منصب نائب رئيس مجلس الإدارة.

### الحياة الشخصية
اردن تيمور ، متزوج من زميلته في الجامعة أمينة تيمور ، لديه ابنة تدعى علا بادي  وابن اسمه يوسف كنان. قدم تيمور ، وهو أيضًا أحد مشجعي غلطة سراي ، الدعم المالي للنادي.